# Lettera sulla tolleranza
Lettera sulla tolleranza o Epistola sulla tolleranza (A Letter Concerning Toleration) è un saggio di John Locke, scritto nel 1685 nei Paesi Bassi, originariamente pubblicato nel 1689, in latino e immediatamente tradotto in altre lingue. Le opere di Locke apparivano in un periodo in cui si temeva che il Cattolicesimo potesse prendere il sopravvento in Inghilterra, e rispondeva ai problemi religiosi e di governo dell'epoca proponendo la tolleranza religiosa. Questa lettera è indirizzata ad un anonimo "onorevole signore": egli era, in realtà, un amico di Locke, Philipp van Limborch, che la pubblicò senza che Locke ne fosse a conoscenza. Lo stesso Locke, comunque, non ne riconobbe mai ufficialmente la paternità.
La Lettera sulla Tolleranza è presto diventata una pietra miliare nel dibattito sulla libertà religiosa e di pensiero in Europa.

## Titolo
Il titolo completo dell'opera è Epistola de Tolerantia ad Clarissimum Virum T.A.R.P.T.O.L.A Scripta a P.A.P.O.I.L.A.
L'acronimo ha subito diverse interpretazioni, la più diffusa delle quali è quella di Jean le Clerc, che traduce il primo blocco in "Theologiae Apud Remostrantes Professorem Tyrannidis Osorem Limburgium Amstelodamensem" e il secondo in "Pacis Amico Persecutionis Osore Ioanne Lockio Anglo".
Il significato sarebbe pressappoco: all'onestissimo Limborch di Amsterdam, professore di teologia presso i Rimostranti, odiatore della tirannide, da Giovanni Locke, inglese, amico della pace, odiatore della persecuzione.

## Contesto socio-culturale
Il problema della tolleranza, in un Seicento che vedeva l'unità religiosa europea divisa dalla Riforma, era estremamente attuale, e fu quindi oggetto della riflessione di altri grandi pensatori come Spinoza (Tractatus Theologicus-Politicus) o Bayle (Pensieri diversi sulla cometa).
In entrambi i testi si era infatti già affrontata la possibilità che persone con religione diversa convivessero all'interno di un'unica società, ed è in essi che si sviluppa per la prima volta il problema della divisione dei poteri fra Stato e Chiesa.
Se ne deduce la necessità di dividere con precisione i rispettivi ambiti.
Il testo di Locke rappresenta una continuazione, un approfondimento e in parte un superamento di queste posizioni.
Forte in lui anche l'influenza dei deisti, rispetto ai quali però, paradossalmente, rivolgerà una maggiore attenzione al religioso, piuttosto che alla libertà di pensiero in generale.

## Contenuti
Il filo conduttore dell'opera è il tentativo di una fondazione etica e politica della tolleranza, attraverso la definizione delle proprietà e dei diversi campi di influenza di Stato e Chiesa, di Religione e Società.
Locke sostiene la necessità di una nuova comprensione del rapporto tra religione e governo. Sebbene empirista come Thomas Hobbes, Locke sviluppa una filosofia politica contraria a quella espressa dall'autore del  Leviatano, principalmente perché sostiene la tolleranza per le diverse confessioni cristiane (a parte i cattolici).
A differenza di Hobbes, che ha visto nell'uniformità religiosa la chiave per un buon funzionamento della società civile, Locke sostiene che i disordini civili sono causati invece da qualsiasi tentativo del magistrato di impedire alle diverse religioni di essere praticate, piuttosto che permettere la loro proliferazione. L'obiettivo primario di Locke è quello di "distinguere esattamente l'attività di un governo civile da quella religiosa". Si avvale quindi di un'ampia argomentazione per analogia per raggiungere il suo obiettivo, basandosi su alcuni punti chiave. Vuole convincere il lettore che il governo è istituito per promuovere gli interessi esterni, relativi alla vita, alla libertà e al benessere generale, mentre le chiese esistono per promuovere gli interessi interni, cioè la salvezza. I due organi svolgono funzioni distinte e quindi devono essere considerati come istituzioni separate.
Il primo passo dell'esposizione di Locke è quello di definire cosa si intenda per Stato e Chiesa.
Lo Stato è, secondo il filosofo, una "società di uomini costituita per conservare e promuovere soltanto i beni civili".
Per questi ultimi Locke intende quelli più ovvi, quali la conservazione del proprio corpo, la libertà, la proprietà (life, liberty and property).
Lo stato, per dirigere la comunità secondo questi principi, potrà fare uso della costrizione e della forza, nei limiti di un sistema legislativo-giudiziario fondato sugli obiettivi sopra descritti.
Dicendo soltanto i beni civili, Locke intende però stabilire che non rientrerà nei diritti dei magistrati servirsi della forza per imporre il proprio giudizio su qualcosa che non risulti deleterio alla conservazione e al benessere della società
La "Chiesa", infatti, è per Locke "una libera società di uomini che si riuniscono spontaneamente per onorare pubblicamente Dio nel modo in cui credono sarà accetto alla divinità, per ottenere la salvezza dell'anima"
Se lo stato si servisse della forza per imporre la dottrina, tale scelta entrerebbe quindi in contraddizione con la stessa definizione di Chiesa, che ha alla sua base una libera scelta che, se trasformata in costrizione, non otterrebbe che un effetto apparente, facendo del credente un ipocrita.
La fede è infatti una scelta interiore, non trasmissibile per eredità né per diritto: è convinzione personale svincolata dalle influenze esterne.
Il diritto d'intervento del magistrato nei confronti del religioso sarà quindi limitato alla regolazione del suo esercizio, e quegli potrà intervenire in questo solo qualora esso vada a ledere quei principi sui quali si fonda lo stato.
Essendo l'adesione spontanea, inoltre, non sarà competenza della chiesa operare costrizioni di alcun tipo nei confronti dei suoi membri; si potrà servire invece di altri mezzi, come la scomunica o l'espulsione dalla comunità.
Per Locke, l'unico modo per una Chiesa di guadagnare proseliti è la loro conversione attraverso la persuasione e non con la violenza. Questo significa che il governo non dovrebbe intervenire nella cura delle anime. A sostegno di questa tesi, Locke presenta tre motivi principali: (1) gli individui non possono cedere il controllo delle loro anime a forze laiche, così come Dio non ha nominato nessun magistrato per farlo; (2) l'uso della forza non rende possibile il cambiamento necessario per la salvezza perché, mentre può costringere all'obbedienza, non può cambiare le convinzioni intime e religiose dell'individuo, e (3), anche se la coercizione convincesse qualcuno a convertirsi, ciò non sarebbe d'aiuto per la salvezza dell'anima, perché allora la semplice nascita sarebbe correlata con la salvezza.
Locke sostiene inoltre che gli atei non dovrebbero essere tollerati, perché essi, non avendo un riferimento spirituale e divino verso il quale rendere conto delle proprie azioni, non potrebbero mantenere patti, promesse e giuramenti, che sono i vincoli della società umana. Tuttavia, egli aggiunge che, "quanto alle altre opinioni pratiche [degli atei], sebbene non esenti in modo assoluto da ogni errore, se non aspirano a imporre il proprio dominio sugli altri, o la impunità civile alla Chiesa in cui esse sono insegnate, non c’è motivo per cui non possano essere tollerate."
Anche la Chiesa cattolica romana non può essere tollerata perché, secondo Locke, 'tutti quelli che entrano in tale Chiesa, devono, ipso facto, abbandonarsi alla tutela e al servizio di un altro principe'. Se questa Chiesa fosse tollerata, il magistrato dovrebbe rispettare una 'giurisdizione straniera' nel suo paese e 'vedere i suoi seguaci come soldati contro il proprio governo'. Tuttavia, recentemente, una serie di studiosi (Mark Goldie, Scott Sowerby, John Marshall), hanno sostenuto che, a ben leggere la lettera in questione, è possibile rinvenire un'estensione del diritto alla libertà di culto anche per i cattolici. Quasi a confermare le tesi degli autori sopracitati, è giunta la scoperta, nel 2019, di un testo fino ad oggi sconosciuto intitolato Reason for tolerateing Papists equally with others (Ragione per tollerare i papisti alla stessa stregua degli altri), datato 1667-8, in cui Locke prende posizione per la prima volta a favore della tolleranza religiosa.
La tolleranza è centrale per la filosofia politica di Locke, di conseguenza solo le chiese che insegnano la tolleranza devono essere autorizzate nella società. Considerando la difficoltà di conoscere la vera religione, si può pensare che la religione non sia particolarmente importante per Locke. Come empirista, egli ha preso in considerazione aspetti pratici, ad esempio come la pace nella società civile venga influenzata dalla tolleranza religiosa. Tuttavia, una più attenta lettura del testo rivela come Locke si basi su un'analisi biblica in diversi punti chiave della sua tesi, così come lo studio della sua vita spirituale, caratterizzata soprattutto dal Deismo, di cui può essere considerato uno dei fondatori.

## Accoglienza
Vi fu una risposta immediata dalla High Church, pubblicata da Thomas Long e Jonas Proast. Il primo era convinto che la lettera fosse stata scritta da gesuiti che si fingevano atei, e che stavano complottando contro la Chiesa anglicana. Proast, invece, attaccò la Lettera, sostenendo che il governo aveva il diritto di usare la forza affinché i dissenzienti riflettessero sulle buone ragioni dell'Anglicanesimo che, secondo lui, rappresentava la "Vera Religione" ("True Religione"). La risposta di Locke a Proast si sviluppò in una serie di scambi controversi.